# Synalpheus pectiniger
Synalpheus pectiniger är en kräftdjursart som beskrevs av H. Coutière 1907. Synalpheus pectiniger ingår i släktet Synalpheus och familjen Alpheidae. Inga underarter finns listade i Catalogue of Life.